# Kameradschaftsbund (Checoslovaquia)
La Kameradschaftsbund (KB) era una organización völkisch, fundada en la Checoslovaquia de 1920. Fue un lugar de encuentro de los intelectuales alemanes de los Sudetes, preparándolos para asumir roles de liderazgo en un posible futuro Sudetenland independiente.
Los fundadores del movimiento fueron Walther Heinrich y Heinz Rutha y se basaron en gran medida en las teorías de Othmar Spann. A finales de la década de 1920, el movimiento se volvió también políticamente activo; una de las estrategias utilizadas fue la infiltración en las Turnverband, por Konrad Henlein, uno de los primeros miembros de la KB. Muchos miembros de la Kameradschaftsbund obtendrían más tarde los primeros puestos en el Sudetendeutsche Partei (SdP), bajo la dirección de Karl Hermann Frank y Walter Brand. Después de que Rutha fuera acusado de ser homosexual en 1937 (luego se suicidó), la KB perdió gradualmente su influencia en el SdP; Heinrich fue enviado a un campo de concentración en 1938, y el propio SdP tuvo que abrazar abiertamente el nacionalsocialismo alemán.